# Ouro Branco (Minas Gerais)
Ouro Branco is een gemeente in de Braziliaanse deelstaat Minas Gerais. De gemeente telt 35.475 inwoners (schatting 2009).